# Пять долларов США (монета)
5 долларов США (англ. Half Eagle) — золотые монеты США номиналом в 5 долларов, которые чеканились с 1795 по 1929 годы. Имеют несколько разновидностей.

## История
Впервые были отчеканены в 1795 году. Представляли собой половину распространённой золотой монеты в 10 долларов, которая также называлась «Орёл» (англ. Eagle). Отсюда и произошло распространённое название англ. Half Eagle. С перерывами выпускались вплоть до 1929 года. Прекращение выпуска монет данного типа было связано с биржевым крахом 1929 года и последовавшей за ним «Великой депрессией». Относительно небольшое количество золота, поступавшее на монетные дворы, использовалось для чеканки 20-долларовых монет. Отказ США от золотого стандарта привёл к прекращению выпуска золотых монет для широкого обращения.
На аверсе монет, выпускаемых до 1908 года, располагалось изображение женщины, символизирующей Свободу, с 1908 — головы индейца.
Реверс всех 5-долларовых монет содержал изображение белоголового орлана — геральдического символа США.
В 1908 году дизайн монеты был видоизменён. Подготовленная бостонским скульптором Белой Праттом монета отличалась от всех своих предшественников тем, что элементы изображения на ней были не выпуклыми, а наоборот тиснёными. Данное изменение имело как свои положительные, так и отрицательные стороны. К «плюсам» можно отнести то, что тиснёное изображение практически не стиралось во время обращения монеты, в отличие от выпуклого. Монета могла находиться в обращении значительно дольше. Главным «минусом» стало накапливание грязи в элементах изображения. Она лишала монету эстетической привлекательности и могла быть источником передачи инфекционных заболеваний. Монеты в 2,5 и 5 долларов с изображением индейца являются единственными монетами США, изображение которых не выпуклое, а вдавленное.

## Типы 5-долларовых монет
| Пять долларов с изображением Свободы в тюрбане |                        |                |             |                             |          |       |        |
| Дата выпуска | Металл                 | Масса общая, г | Диаметр, мм | Тираж, шт.                  | Гурт     | Аверс | Реверс |
| 1795–1807 (с перерывами) | 91,67 % Au             | 8,75           | 25          | более 335 тысяч             | рубчатый |       |        |
| Аверс: изображение Свободы Реверс: белоголовый орлан — геральдический символ США Гравёр: Роберт Скот Чеканка: монетный двор Филадельфии                                                                                        |                        |                |             |                             |          |       |        |
| Пять долларов с бюстом Свободы в колпаке |                        |                |             |                             |          |       |        |
| Дата выпуска | Металл                 | Масса общая, г | Диаметр, мм | Тираж, шт.                  | Гурт     | Аверс | Реверс |
| 1807–1834 (с перерывами) | 91,67 % Au и 8,33 % Cu | 8,748          | 23,5        | более 2 миллионов 400 тысяч | рубчатый |       |        |
| Аверс: изображение Свободы во фригийском колпаке — символе революции Реверс: белоголовый орлан — геральдический символ США Гравёр: Роберт Скот, Джон Райх (англ. John Reich) и Уильям Книсс Чеканка: монетный двор Филадельфии |                        |                |             |                             |          |       |        |
| Пять долларов с бюстом Свободы в классическом стиле |                        |                |             |                             |          |       |        |
| Дата выпуска | Металл                 | Масса общая    | Диаметр, мм | Тираж, шт.                  | Гурт     | Аверс | Реверс |
| 1834—1838 | 90 % Au и 10 % Cu      | 4,18           | 17,5        | более 2 миллионов 75 тысяч  | рубчатый |       |        |
| Аверс: изображение Свободы Реверс: белоголовый орлан — геральдический символ США Гравёр: Уильям Книсс Чеканка: монетные дворы Филадельфии, Шарлотт и Далонеги                                                                  |                        |                |             |                             |          |       |        |
| Пять долларов с изображением Свободы |                        |                |             |                             |          |       |        |
| Дата выпуска | Металл                 | Масса общая    | Диаметр, мм | Тираж, шт.                  | Гурт     | Аверс | Реверс |
| 1839–1908 | 90 % Au и 10 % Cu      | 8,24           | 21,65       | более 70 миллионов          | рубчатый |       |        |
| Аверс: изображение Свободы Реверс: белоголовый орлан — геральдический символ США Гравёр: Кристиан Гобрехт Чеканка: монетные дворы Филадельфии, Шарлотт, Далонеги, Нового Орлеана, Карсон-Сити, Денвера и Сан-Франциско.        |                        |                |             |                             |          |       |        |
| Пять долларов с изображением индейца |                        |                |             |                             |          |       |        |
| Дата выпуска | Металл                 | Масса общая    | Диаметр, мм | Тираж, шт.                  | Гурт     | Аверс | Реверс |
| 1908–1916, 1929 | 90 % Au и 10 % Cu      | 8,24           | 21,65       | более 14 миллионов          | рубчатый |       |        |
| Аверс: изображение бюста индейца Реверс: белоголовый орлан — геральдический символ США Художник: Бела Пратт Чеканка: монетные дворы Филадельфии, Денвера, Нового Орлеана и Сан-Франциско                                       |                        |                |             |                             |          |       |        |